# Nancy Walker
Nancy Walker, pseudonimo di Anna Myrtle Smoyer (Filadelfia, 10 maggio 1922 – Los Angeles, 25 marzo 1992), è stata un'attrice e regista statunitense.

## Biografia
Sin dagli inizi della carriera la Walker fu attiva sia in televisione, ove si rese celebre soprattutto con le serie Rhoda e Le ragazze di Blansky alla metà degli anni settanta, sia al cinema. Tra le sue apparizioni sul grande schermo si segnalò per una gustosa parte nella commedia Invito a cena con delitto (1976) di Robert Moore.
Morì nel 1992 a Studio City (Los Angeles) a causa di un cancro ai polmoni, a 69 anni.

## Filmografia parziale

### Cinema
- Best Foot Forward, regia di Edward Buzzell (1943)
- Girl Crazy, regia di Norman Taurog e Busby Berkeley (1943)
- Ritmi di Broadway (Broadway Rhythm), regia di Roy Del Ruth (1944)
- Un pizzico di fortuna (Lucky Me), regia di Jack Donohue (1954)
- Nanù, il figlio della giungla (The World's Greatest Athlete), regia di Robert Scheerer (1973)
- La signora a 40 carati (40 Carats), regia di Milton Katselas (1973)
- Invito a cena con delitto (Murder By Death), regia di Robert Moore (1976)

### Televisione
- Musical Comedy Time - serie TV, 1 episodio (1950)
- Tre nipoti e un maggiordomo (Family Affair) - serie TV, episodi 5x04-5x06-5x09-5x10-5x17-5x21 (1970-1971)
- McMillan e signora (McMillan & Wife) - serie TV, 31 episodi (1971-1976)
- Mary Tyler Moore - serie TV, 4 episodi (1970-1974)
- Rhoda - serie TV, 39 episodi (1974-1978)
- Le ragazze di Blansky (Blansky's Beauties) - serie TV, 13 episodi (1977)
- The Nancy Walker Show - serie TV, 13 episodi (1976-1977)
- Fantasilandia (Fantasy Island) - serie TV, un episodio (1978)
- Cuori senza età (The Golden Girls) - serie TV, 2 episodi (1987)
- Colombo (Columbo) - serie TV, episodio 9x05 (1990)
- Una famiglia tutto pepe (True Colors) - serie TV, 45 episodi (1990-1992)

## Regia

### Cinema
- Can't Stop the Music (1980)

### Televisione
- Mary Tyler Moore - serie TV, 2 episodi (1973-1974)
- Rhoda - serie TV, 4 episodi (1978)
- 13 Queens Boulevard - serie TV, 2 episodi (1979)
- Magic Night (1980)
- Alice - serie TV, 3 episodi (1984-1985)

## Doppiatrici italiane
- Wanda Tettoni in Un pizzico di fortuna, Cuori senza età
- Solvejg D'Assunta ne La signora a 40 carati
- Gemma Griarotti ne Le ragazze di Blansky
- Isa Di Marzio in Una famiglia tutto pepe